# 斯韦母亲

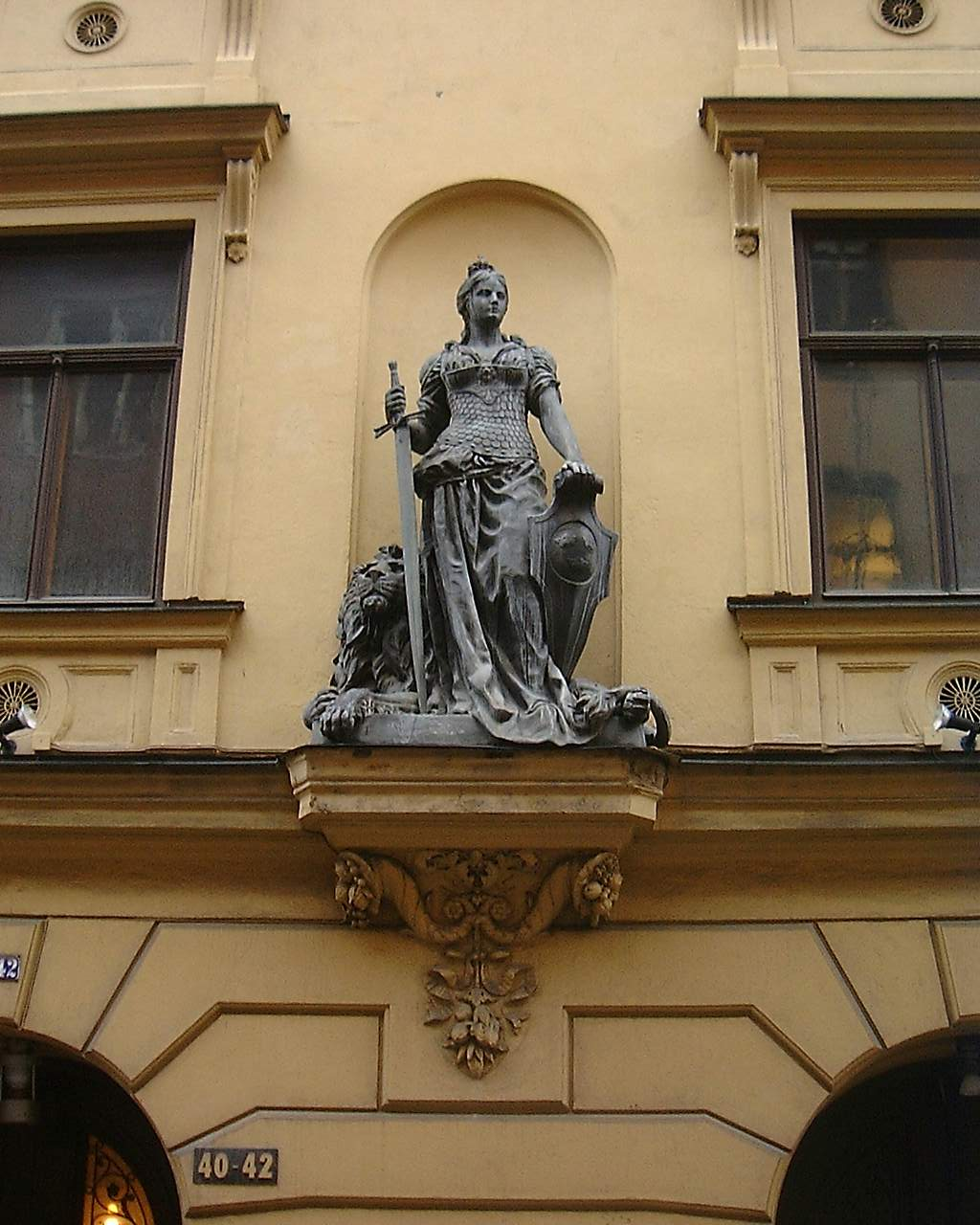
洛夫·阿德勒斯皮尔雕刻的斯韦母亲

斯韦母亲（瑞典語：Moder Svea）是瑞典王国的女性化身与国家的爱国主义象征。她普遍被认为是一位强大的女战士、瓦尔基里或是因神召而战斗的武者，并通常手持着盾牌立在一头雄狮身旁。“斯韦”是瑞典语的一个女名，意为“瑞典的”的所有格复数。

## 与文学作品的关联
斯韦母亲的一个比较流行的形象被认为出自于瑞典诗人安德斯·雷乔斯塔特之手。他于1672年在他的诗歌《斯韦·莱可塞利希的凯旋》中首次创造了这个角色。
随后，斯韦母亲的形象因瑞典诗人古诺·尤若留斯的诗歌康加·斯考德而得以广泛传播。